# Санджиев, Николай Джамбулович
Николай Джамбулович Санджиев (калм. Санҗин Николай, 9 сентября 1956 года, зерносовхоз «Комсомольский», Павловский район, Алтайский край — 25 июня 2020 года, Элиста, Калмыкия) — советский и российский калмыцкий поэт, прозаик и редактор. Главный редактор детского журнала «Байр» (1988—1993). Член Союза писателей России (1991). Заслуженный деятель искусств Республики Калмыкия (2000), Заслуженный работник культуры Монголии (2001). Заслуженный работник культуры Российской Федерации (2011).

## Биография
Николай Джамбулович Санджиев родился 9 сентября 1956 года в зерносовхозе Комсомольский Павловского района Алтайского края. В 1973 году окончил Аршаньзельменьскую среднюю школу. Трудовую деятельность начал в своём совхозе Аршань-Зельмень. С 1974 по 1976 год служил в рядах Советской Армии. В 1983 году окончил КГУ. Недолгое время работал учителем школы посёлка Аршань-Зельмень. С 1983 по 1984 год был заведующим отдела Калмыцкого отдела ВЛКСМ. С 1984 по 1988 год был первым секретарём Элистинского горкома. В 1989 году заочно окончил КГУ по специальности бухгалтер.
С 1988 по 1993 год работал Главным редактором детского журнала «Байр». В 1993 году был назначен министром культуры Республики Калмыкия. С 2003 по 2004 годы — министр печати и средств массовых коммуникаций Республики Калмыкия. Был председателем союза писателей России. С 2011 года работал начальником управления по связям системы Аппарата Правительства Республики Калмыкия.
На стихи поэта написано более 30 песен. Издал сборники произведений «Тенгрин саадг», «Хатхмр зег», «Дождь-озорник», «Крылья жизни моей», «Гижи тэй того» (монг.), «Бэлэг» (бур.), «Эцкин байр», «Темсн-джимсн», «Цецгуд». В 1997 году в соавторстве с Т. М. Манджиевой написал две повести «Азиатский дракон» и «Бегство из круга безумия».
Скончался 25 июня 2020 года на 64-м году жизни. Похоронен в своей малой родине в посёлке Аршань-Зельмень.

## Звания
- Заслуженный деятель искусств Республики Калмыкия (2000)[3].
- Заслуженный работник культуры Монголии (2001).
- Благодарность Министра культуры и массовых коммуникаций Российской Федерации (5 сентября 2006 года) — за многолетний добросовестный труд и значительный вклад в развитие культуры[4].
- Заслуженный работник культуры Российской Федерации (2011).

## Награды и премии
- Международная литературная премия «Алтн Унага» («Золотой жеребёнок»), за вклад в развитие монголоязычной детской литературы (1994)
- Медаль М. Ю. Лермонтова (2004)
- Премия Республики Калмыкия имени Номто Очирова (2005)
- Орден С. А. Есенина
- В 2009 году награждён дипломом литературно-общественной премии «Светить всегда» и орденом В. В. Маяковского.
- Литературная премии имени М. К. Луконина (2010)